# Проблема демаркації
Проблема демаркації (лат. demarcatio розмежування) — проблема пошуку критерія, за яким можна було б відділити теорії, що є науковими з точки зору емпіричної науки, від ненаукових припущень та стверджень, метафізики та формальних наук (логіки, математики). Проблема демаркації — це також проблема визначення меж науки, що відділяють її від інших способів, якими людина може висловлювати свої думки, почуття та переконання (література, мистецтво та релігія). 
Межі науки часто умовні, історично мінливі та важко визначувані аналітично. Навіть після більше ніж сторічного діалогу між філософами науки та вченими в різних областях, попри деяку згоду щодо основ наукової методології, низка сучасних філософів та істориків науки відхилили цю ідею розмежування як псевдопроблему. Сьогодні у філософії науки існує набагато більше згоди щодо окремих критеріїв, ніж щодо загального критерія демаркації між наукою та ненаукою..